# HD244352
HD244352 є хімічно пекулярною зорею спектрального класу
B9 й має видиму зоряну величину в смузі V приблизно 10,9.

## Пекулярний хімічний вміст
Зоряна атмосфера HD244352 має підвищений вміст 
Si
.